# 구스모토 다카코

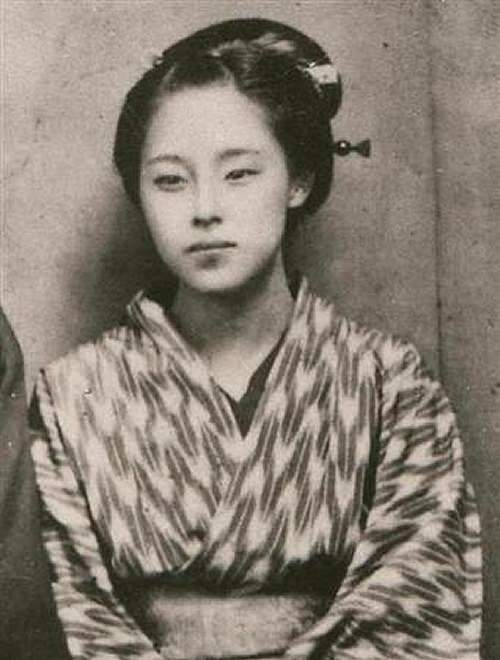
1872년, 20세의 모습.

구스모토 다카코(楠本 高子)는 메이지 시대 일본의 의사이며, 1852년 2월 26일에 태어나 1938년 7월 18일 사망하였다.
은하철도999 등장캐릭터인 메텔의 모티브 인물이라는 이야기로 가장 잘 알려져있다.